# Anton Ingolič

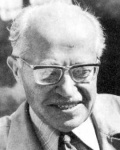
Anton Ingolič

Anton Ingolič (* 5. Januar 1907 in Spodnja Polskava (dt. Unterpulsgau) bei Pragersko, Gemeinde Slovenska Bistrica  (dt. Pragerhof); † 11. März 1992 in Ljubljana, Slowenien) war ein jugoslawischer Schriftsteller slowenischer Herkunft.

## Leben
Ingolič stammte aus der Nähe von Maribor (deutsch: Marburg an der Drau). Er besuchte in Maribor das Gymnasium und studierte anschließend Philologie in Paris und in Ljubljana. Am Gymnasium in Ptuj (deutsch: Pettau) unterrichtete Ingolič als Slowenischlehrer. Während des Zweiten Weltkriegs wurde er nach Serbien delogiert und verbrachte dort vier Jahre im Exil. Nach 1955 lebte er in Ljubljana und widmete sich dort hauptsächlich der Schriftstellerei. Ingolič arbeitete auch als Redakteur der Literaturzeitschrift Nova Obzorja. Er wurde 1981 ordentliches Mitglied der Slowenischen Akademie der Wissenschaften und Künste.

## Werke
Als Schriftsteller verfasste er hauptsächlich Romane und Erzählungen. Stilistisch gehörten seine Werke in den 30er Jahren dem sozialen Realismus an, zu deren führenden Vertretern wie Prežihov Voranc oder Ciril Kosmač auch er zählte. Nach dem Zweiten Weltkrieg fügte er sich dem sozialistischen Realismus, der offiziell propagierten Literaturströmung des kommunistischen Jugoslawiens, ein. Ingolič schrieb vor allem über das slowenische Volk und beschrieb das Leben von Handwerkern, Bauern und Fabrikarbeitern, denen in der Literatur sonst nur wenig Aufmerksamkeit zuteil kam.
- Lukarji, 1936
- Na splavih, Roman, Ljubljana 1940 (dt. Die Drauflößer, Wien 1943) – populärer sozialkritischer Roman über die slowenische Landbevölkerung in den 30er Jahren[3]
- Matevž Visočnik, Ljubljana 1941 (daraus dt. Hobel und Puppenbett, Frankfurt am Main, 1964)
- Žeja, Roman 1946 (dt. Durst, Wien 1948)
- Kje ste, Lamutovi? Roman, Ljubljana 1958 – schildert das Schicksal von slowenischen Auswanderern in Frankreich, die sich als Bergleute der Arbeiterbewegung zuwenden[4]
- Tajno društvo PGC (dt. Geheimklub PGC, Klagenfurt 1958) – Jugendbuch über Schüler, die einen Geheimverband zum Reiszweckensammeln gründen
- Gimnazijka, Roman (dt. Die Gymnasiastin, Rosenheim 1970) – beschreibt die Reise einer Gymnasiastin nach Paris[5]